# Adwokatura
Adwokatura (tradycyjnie palestra) – ogół adwokatów i aplikantów adwokackich.
W starożytnym Rzymie, w czasie republiki, adwokatem (łac. advocati) zwano pomocnika strony (który początkowo nie mógł występować zamiast niej) stawiającego wnioski procesowe (łac. postulationes). Advocati cieszyli się prestiżem osobistym oraz posiadali znajomość prawa. Zastępstwo procesowe wykonywali w tym czasie cognitor i procurator. W późniejszym okresie (za dominatu) adwokatura została zorganizowana w przymusową korporację. Funkcja procesowa adwokatów nie zmieniła się, lecz w praktyce byli oni ustanawiani jako zastępcy procesowi (procuratores). Posiadali wykształcenie prawnicze. Przypisani byli do poszczególnych sądów i podlegali władzy danego urzędnika cesarskiego. Swoje wynagrodzenie (honorarium) pobierali od stron zgodnie z taryfą.

## Polska
W dawnej Polsce palestrą nazywano ogół osób trudniących się zastępstwem procesowym. Palestra uzyskała duże znaczenie już w XVII i XVIII w., do czego walnie przyczyniło się pieniactwo szlachty i przewlekłość procesów sądowych. Prawo procesowe instytucję zastępcy procesowego zna już od XV w. Zawodowe, odpłatne zastępstwo procesowe znano od przeł. XV i XVI w. Przywileje nieszawskie nakazywały dać stronie zastępcę na jej prośbę, jeśli sama nie dawała sobie rady. Początkowo płatnych zastępców procesowych zwano prokuratorami, a ich stanowisko i obowiązki zawodowe określały ordynacje królewskie. Samodzielny zastępca procesowy zwany był patronem, a jego zastępca dependentem.